# 東南海倫娜瓦利
東南海倫娜瓦利（英語：Helena Valley Southeast）是位於美國蒙大拿州劉易斯與克拉克縣的普查規定居民點。

## 人口
根據2020年美國人口普查的數據，東南海倫娜瓦利的面積為58.04平方千米，當中陸地面積為55.61平方千米，而水域面積為2.43平方千米。當地共有人口9168人，而人口密度為每平方千米157.96人。